# كريس فينغر
كريس فينغر (بالإنجليزية: Chris Wingert)‏ (16 يونيو 1982 بنيويورك في الولايات المتحدة - ) هو لاعب كرة قدم أمريكي في مركز الظهير. شارك مع منتخب الولايات المتحدة تحت 23 سنة لكرة القدم ومنتخب الولايات المتحدة لكرة القدم. أما مع النوادي، فقد لعب مع ريال سالت ليك وكولورادو رابيدز وكولومبوس كرو ونادي نيويورك سيتي وBrooklyn Knights ‏.

## وصلات خارجية
- كريس فينغر على موقع الدوري الأمريكي (الإنجليزية)
- كريس فينغر على موقع قاعدة بيانات كرة القدم.إي يو (الإنجليزية)
- كريس فينغر على موقع ناشيونال فوتبول تيمز (الإنجليزية)
- كريس فينغر على موقع Soccerway.com (الإنجليزية)
- كريس فينغر على موقع عالم كرة القدم.نت (الإنجليزية)
- كريس فينغر على موقع AS.com (الإسبانية)